# Statue der Hygieia von Timotheos

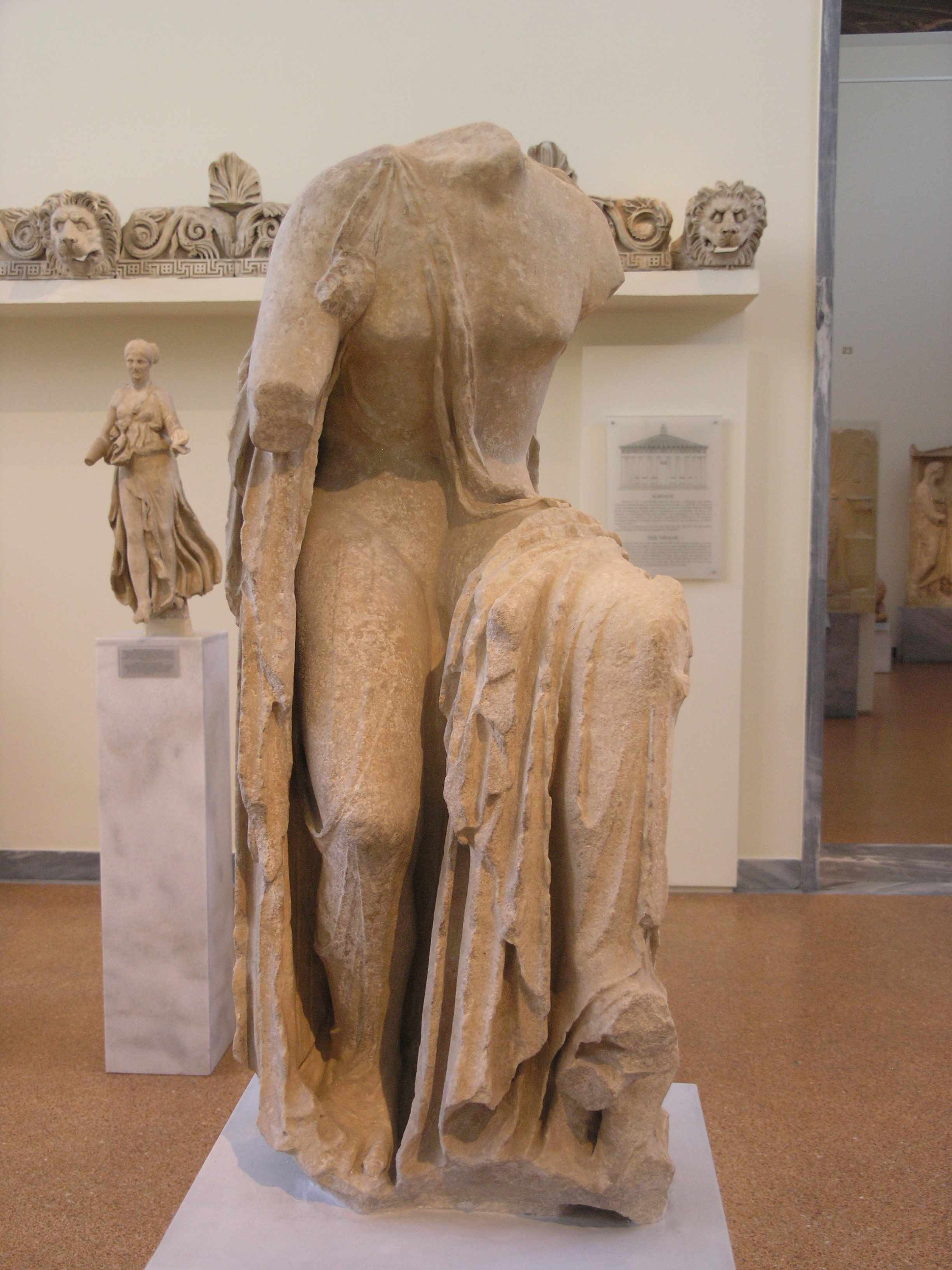
Frontalansicht

Die Statue der Hygieia von Timotheos im Archäologischen Nationalmuseum Athen mit der Inventarnummer 299 wird in die Zeit um 380/70 v. Chr. datiert.
Die Statue wurde 1884 in Epidauros gefunden. Sie wurde aus Pentelischen Marmor gefertigt und hat eine Höhe von 0,90 m. Größere Teile der Statue fehlen heute, darunter der Kopf und der Hals, beide Arme abgesehen vom rechten Oberarm sowie die vordere Hälfte des linken Fußes, der auf einer Erhebung steht. Daraus ergibt sich auch die Haltung der Figur. Das rechte Bein ist das Standbein, während das angewinkelte und hoch gestellte linke Bein das Spielbein ist. Die Göttin trägt einen durchscheinenden Peplos, der fest um die rechte Schulter geschlungen ist, die linke Seite aber völlig frei lässt. Auch dort, wo die Statue bekleidet ist, kann man durch den dünnen Stoff den Körper wenn nicht sehen, zumindest erahnen. Ein stark drapierter Überwurf (Himation) ist fest unter den rechten Arm geklemmt, verdeckt die gesamte Rückseite der Statue und ist schließlich über das linke Bein gelegt. Der Oberkörper der Göttin ist nach vorne gebeugt. Sie wird gezeigt, wie sie gerade eine Schlange füttert. Die Schlange ist das Symbol ihres Vaters, des Heilgottes Asklepios, und auch zugleich ihr eigenes Symboltier. Die Statue mit ihrer recht gewagten Haltung wird in die Zeit um 380/70 v. Chr. datiert und dem Bildhauer Timotheos zugeschrieben.